# Gustavo de Lacerda
Gustavo de Lacerda (Desterro, 1854) foi um jornalista brasileiro.
É patrono da cadeira 14 da Academia Catarinense de Letras.
Gustavo de Lacerda, um dos principais responsáveis pela criação do estatuto da futura Associação Brasileira de Imprensa (ABI), fundou a Associação de Imprensa em 7 de abril de 1908, sendo aclamado como seu primeiro presidente. Na mesma data, ele nomeou os membros provisórios da diretoria, que incluíam oito jornalistas, quatro deles colegas de Lacerda no jornal O Paiz: Francisco Souto (Vice-presidente), Alfredo Seabra (Tesoureiro), Luís Honório (Primeiro-secretário), Artur Marques (Secretário), Noel Batista (Procurador), além de Belisário de Souza, Amorim Júnior e Mário Galvão.
Edmar Morel, em sua obra A trincheira do jornalismo, descreve Lacerda como um homem dedicado ao jornalismo com total afinco, embora tenha sido duramente explorado. Ele destaca que a criação de uma organização voltada para a defesa dos jornalistas era um ideal antigo de Lacerda, que, apesar de ser considerado por alguns inculto e visionário, acabou antecipando reivindicações que hoje são pilares na regulamentação da profissão e das faculdades de Comunicação Social.
Mais tarde, Dunshee de Abranches, que assumiu a presidência da ABI, revelou que recebeu de Lacerda a missão de buscar modelos de estatutos de associações de jornalistas europeias durante uma viagem ao exterior. As bases para a fundação da ABI vieram de documentos de entidades como a Associação Sindical Profissional dos Jornalistas Republicanos Franceses e a Associação dos Jornalistas Parisienses, entre outras.
Segundo Morel, a difícil situação financeira dos jornalistas no início do século XX foi um fator crucial para a persistência de Lacerda na criação de uma associação que unisse os profissionais da imprensa na defesa de seus direitos, sem distinção de categorias.
1. 1 2 3 4 5  «Gustavo de Lacerda (1908-1909) | ABI». Consultado em 31 de janeiro de 2025
2. ↑  «Câmara homenageia ABI por 100 anos de defesa da imprensa - Notícias». Portal da Câmara dos Deputados. Consultado em 31 de janeiro de 2025
3. ↑  «Mês da Consciência Negra: conheça o legado deixado por Gustavo de Lacerda em Santa Catarina - Associação Catarinense de Imprensa». 2 de dezembro de 2022. Consultado em 31 de janeiro de 2025
4. ↑  «Acadêmicos». Academia Catarinense de Letras. Consultado em 31 de janeiro de 2025